# Вонда
Вонда (Ванда) — река в России, течёт по территории Заполярного района Ненецкого автономного округа. Устье реки находится в 185 км по левому берегу реки Шапкиной. Длина реки составляет 51 км.
Крупнейшие притоки: Нижний Воргашор, 15 км (впадает справа в 2 километрах от устья Вонды); Лунвож, 26 км (впадает слева в 35 километрах от устья Вонды).

## Данные водного реестра
По данным государственного водного реестра России относится к Двинско-Печорскому бассейновому округу, водохозяйственный участок реки — Печора от водомерного поста Усть-Цильма и до устья, речной подбассейн реки — бассейны притоков Печоры ниже впадения Усы. Речной бассейн реки — Печора.
В данных геоинформационной системы водохозяйственного районирования территории РФ, подготовленной Федеральным агентством водных ресурсов название реки записано, как Ванда:
- Код водного объекта в государственном водном реестре — 03050300212103000082240
- Код по гидрологической изученности (ГИ) — 103008224
- Код бассейна — 03.05.03.002
- Номер тома по ГИ — 03
- Выпуск по ГИ — 0